# Moritzoppia sitnikovae
Moritzoppia sitnikovae är en kvalsterart som först beskrevs av Kulijev 1962.  Moritzoppia sitnikovae ingår i släktet Moritzoppia och familjen Oppiidae. Inga underarter finns listade i Catalogue of Life.